# البليدة (المزاحمية)
البليدة  مستوطنة قديمة تقع في شرق محافظة المزاحمية وسط المملكة العربية السعودية.

## الموقع
تقع البليدة في المزاحمية، وتبعد عن مدخلها الشرقي 4.5 كم عبر سلسلة من الجبال، وتبعد عن طريق ضرما 700 متر. والموقع أرض منبسطة تحيط بها الجبال من جميع الجهات، ولها أربعة منافذ، ثلاثة منها في الجهة الشمالية، والرابع في الجهة الجنوبية الغربية، وقد منحتها تلك الجبال الحصانة والمنعة.

## الاستكشاف
يمثل الموقع مستوطنة إسلامية يبلغ طول بقاياها 800 متر من الشرق إلى الغرب، وحوالي كيلو متر واحد من الشمال إلى الجنوب. ويحتوي الموقع على مجموعة من الوحدات المعمارية التي لم يبق منها إلا أساسات حجرية مختلفة الأحجام. ومع أن الموقع قد تعرض إلى التدمير بسبب نقل الأتربة منه واستخدام الآلات الحديثة التي تعمل في الم ازرع القريبة منه، إلا أنه يبدو أن الموقع قرية زراعية، إذا ما أُخذ في الحسبان الحوائط الممتدة على سفوح الجبال المحيطة به، وكذلك وجود الحوائط على شكل مربعات ومستطيلات بمسافات مختلفة.
بعد أن حدد فريق المسح الأثري السعودي عام 1414 هـ الموافق 1993م البليدة في المزاحمية ووصف منشآتها القائمة، شرع فريق آخر عام 1417 هـ الموافق 1996م في أعمال التنقيب بالموقع، وقد بدأها بجولة استكشافية للموقع حتى يستطيع بذلك اختيار أفضل الأمكنة لتنفيذ المجسات فيها فوضع لوحة شبكية . وقد جُمعت بعض الملتقطات السطحية المتمثلة في كسر فخار غير مزجج، وفخار مزجج، وبعض قطع الزجاج الذي يميل إلى اللونين الأخضر والأزرق المائل إلى الأخضر.

## فترة الاستيطان
يظن أن الامتداد الزمني لاستيطان الموقع يقع بين القرن الثالث الهجري والقرن التاسع الهجري ويقال ان سكنوها بني عامر ثم قبيلة سبيع العامريه 